# 301e Infanteriedivisie (Duitsland)
De Duitse 301e Infanteriedivisie (Duits: 301. Infanterie-Division) was een Duitse infanteriedivisie tijdens de Tweede Wereldoorlog. De divisie werd opgericht op 1 december 1944. Het vocht tijdens haar bestaan alleen in Letland, in de zak van Koerland. De divisie werd met de overgave van Duitsland op 8 mei 1945 opgeheven. Tijdens haar gehele bestaan stond de eenheid onder leiding van Günther Rohr.